# 리투아니아 국가 올림픽 위원회
리투아니아 국가 올림픽 위원회(리투아니아어: Lietuvos tautinis olimpinis komitetas)는 리투아니아의 국가 올림픽 위원회이다. IOC 코드는 LTU이다. 본부는 빌뉴스에 있으며 유럽 올림픽 위원회에 소속되어 있다.
1924년에 설립되어 같은 해에 국제 올림픽 위원회의 승인을 받았지만 1940년 리투아니아가 소련의 침공으로 인해 강제 병합되면서 해체되었다. 1988년 10월 10일에 다시 설립되었고 1991년에 국제 올림픽 위원회로부터 재승인을 받았다. 올림픽, 유러피언 게임을 비롯한 국제 스포츠 대회에 참가하는 리투아니아의 선수들을 대표한다.

## 같이 보기
- 올림픽 리투아니아 선수단